# 内下乡
内下乡，是中华人民共和国湖南省永州市祁阳市下辖的一个乡镇级行政单位。2015年，祁阳县调整乡镇行政区划。获得湖南省人民政府的批准后，11月24日，永州市人民政府下发永政函〔2015〕216号文件。将内下乡并入八宝镇。

## 行政区划
内下乡下辖以下地区：
瓦窑村、新屋场村、河上江村和内下村。